# Con đường cùng cây bách và sao
Con đường cùng cây bách và sao (tiếng Hà Lan: Cypres bij sterrennacht), còn được gọi là Con đường quê ban đêm ở Provence, là một bức tranh sơn dầu trên voan năm 1890 của họa sĩ Hậu-Ấn tượng Vincent van Gogh. Đây là bức tranh cuối cùng ông vẽ ở Saint-Rémy-de-Provence, Pháp - chính là nơi mà trước đó ông vẽ bức Đêm đầy sao nổi tiếng. Bức tranh là một phần của bộ sưu tập tranh van Gogh lớn của Bảo tàng Kröller-Müller, nằm trong Vườn quốc gia Hoge Veluwe tại Otterlo, Hà Lan.

## Sáng tác và ảnh hưởng
Con đường cùng cây bách và sao được vẽ vào tháng 5 năm 1890. Trong một lá thư trước đó tới em trai là Theo, van Gogh đã viết rằng "Những cây bách đó vẫn còn làm anh bận tâm, anh nên làm gì đó với chúng như anh đã làm với những bông hoa hướng dương", ông tiếp tục nói, "Chúng thật xinh đẹp và cân đối, giống như một cột tưởng niệm Ai Cập vậy". Ông cũng có ý định vẽ một khung cảnh cây vào ban đêm từ lúc ông còn ở Arles năm 1888.
Erickson gợi ý rằng bức tranh bị ảnh hưởng bởi câu chuyện dụ ngôn của Kitô giáo The Pilgrim's Progress (Người hành hương), có thể nhìn thấy từ con đường nổi bật và cây bách. Bức tranh là một trong số các tác phẩm mà van Gogh sử dụng các cây bách làm trọng tâm, và - cũng như trong Con đường cùng cây bách và sao - nhiều bức tranh mô tả những cây cao vượt ra ngoài cạnh trên của tấm voan. Sau khi hoàn thành tác phẩm, vào tháng 6 năm 1890 ở Auvers-sur-Oise, Van Gogh đã viết cho bạn bè và họa sĩ Paul Gauguin rằng chủ đề của bức tranh tương tự như tác phẩm của Gauguin là Chúa trong vườn ô-liu.
Sự định hướng của các ngôi sao trên bầu trời đêm có thể bị ảnh hưởng bởi sự giao nhau giữa các thiên thể vào ngày 20 tháng 4 năm 1890, khi sao Thủy và sao Kim cách nhau 3 độ và có độ sáng tương đương với sao Thiên lang.

## Phân tích
Theo Kathleen Powers Erickson, Con đường cùng cây bách và sao phản ánh niềm tin mạnh mẽ của Van Gogh rằng ông sẽ sớm qua đời còn dữ dội hơn bức tranh trước đó Đêm đầy sao. Bà hỗ trợ luận điểm này bằng cách so sánh ngôi sao buổi tối ở bên trái bức tranh, mà hầu như không nhìn thấy được, với mặt trăng lưỡi liềm đang cao lên ở phía bên phải; cây bách ở giữa, phân chia những biểu tượng của cái cũ và cái mới, được mô tả là một "cây cột của cái chết". Bà cũng tìm ra rằng cặp người bộ hành là thể hiện cho nhu cầu cần có một người bạn đồng hành của Van Gogh.
Naomi Maurer cũng viết rằng Con đường cùng cây bách và sao phản ánh cảm giác của họa sĩ rằng ông sẽ sớm lìa đời. Bà xem bức tranh đang mô tả cuộc sống con người như ở "trong không gian vô cùng và vĩnh cửu", với hai người bộ hành và cuộc hành trình của họ bị chi phối bởi cây bách ở trung tâm. Ngôi sao buổi tối và trăng lưỡi liềm ở hai bên của cái cây được Naomi mô tả như là thêm "góc nhìn vũ trụ cho cảnh trên mặt đất" và gợi ý cho một "vũ trụ tràn đầy tình yêu".

## Danh mục sách tham khảo
- Boime, Albert (2008). Revelation of Modernism: Responses to Cultural Crises in Fin-de-Siècle Painting. Columbia: University of Missouri Press. ISBN 978-0-8262-1780-6.
- Erickson, Kathleen Powers (1998). At Eternity's Gate: The Spiritual Vision of Vincent Van Gogh. Grand Rapids: W.B. Eerdmans. ISBN 978-0-8028-3856-8.
- Maurer, Naomi (1998). The Pursuit of Spiritual Wisdom: The Thought and Art of Vincent van Gogh and Paul Gauguin. London: Associated University Presses in association with the Minneapolis Institute of Arts. ISBN 978-0-8386-3749-4.
- Welsh-Ovcharov, Bogomila (1987). “Vincent van Gogh, Paul Gauguin, and Albert Aurier: The Perception of Life in Death”.  Trong Leith, James (biên tập). Symbols in Life and Art: The Royal Society of Canada Symposium in Memory of George Whalley. Kingston: McGill-Queen's University Press. tr. 52–65. ISBN 978-0-7735-0616-9.

- Olson, Donald; Doescher, Russell (tháng 10 năm 1988). “Van Gogh, Two Planets, and the Moon”. Sky & Telescope. 76 (4): 406–408.